# Степок (Черкасская область)
Степок (укр. Степок) — посёлок в Смелянском районе Черкасской области Украины.
Население по переписи 2001 года составляло 5 человек. Почтовый индекс — 20751. Телефонный код — 4733.

## Местный совет
20751, Черкасская обл., Смелянский р-н, с. Ташлык, ул. Кирова, 1